# Sophie Herbrecht
Sophie Herbrecht (Mulhouse, 1982. február 13. –) francia válogatott kézilabdázó.
A francia válogatottban először 2001 novemberében, Metzben, Portugália csapata ellen lépett pályára. A 2003-as horvátországi világbajnokságon tagja a győztes francia csapatnak, amely a döntőben drámai csatában bizonyult jobbnak a magyar válogatottnál. Herbrecht azon a meccsen gólt nem szerzett, de első világbajnokságán, 21 évesen így is rengeteg tapasztalattal gazdagodott.

## Sikerei

### Klubcsapatban
- EHF Kupagyőztesek Európa Kupája: győztes: 2003
- Francia bajnokság: 3-szoros győztes: 1998, 2001, 2003
- Francia kupa-győztes: 4-szeres győztes: 2001, 2002, 2003, 2007
- Francia liga-kupa: 2-szeres győztes: 2003, 2004

### Válogatottban
- Olimpia: 4. helyezett: 2004
- Világbajnokság: győztes: 2003
  - 5. helyezett: 2005
- Európa-bajnokság: 2-szeres bronzérmes: 2002, 2006
  - 5. helyezett: 2000
  - 11. helyezett: 2004